# Walter Kofler (Mediziner)

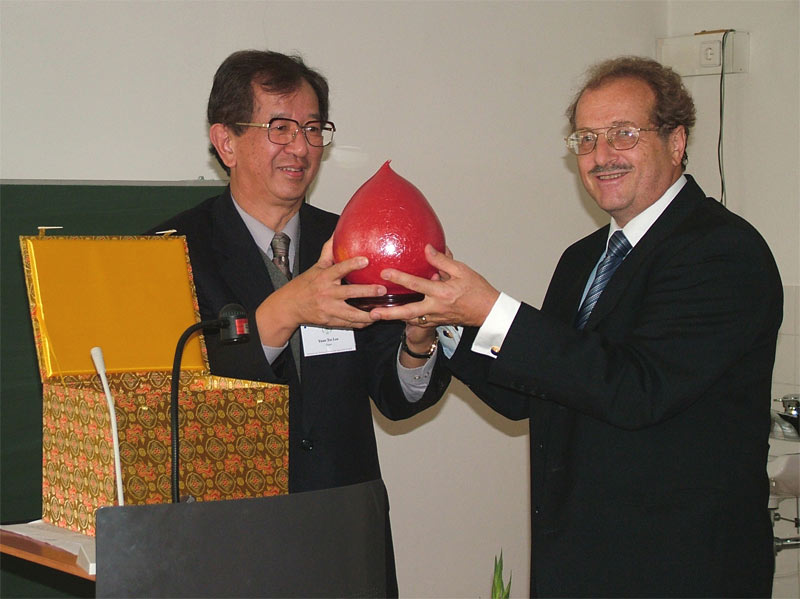
Links der Ehrenpräsident des IAS (Gesundheit und Umwelt), Nobelpreisträger Professor Yang Lii (Taiwan, USA), rechts der Präsident des IAS H&E Professor Walter Kofler (Innsbruck, Österreich).

Walter Kofler (* 27. Mai 1945 in Imst, Tirol) ist ein österreichischer Sozialmediziner.

## Leben
Walter Kofler studierte Medizin an der Universität Innsbruck, promovierte zum Dr. univ. med. und habilitierte sich 1976 für das Fach Hygiene („associate Professor“). Er war Direktor der Sektion Sozialmedizin – School of Public Health am Department für Hygiene, Mikrobiologie und Sozialmedizin der Medizinischen Universität Innsbruck sowie stellvertretender Departmentleiter.  2010 wurde er emeritiert. Einen Nachfolger gab es nicht, da das Institut geschlossen wurde.

## Forschungsschwerpunkte
- Public Health-Forschung: Komplexes Verständnis der Auswirkungen verkehrsbedingter Umwelteinwirkungen auf Gesundheit, Krankheit und Erholungsbedarf und ihre Beeinflussbarkeit
- Wissenschaftstheorie: Extended View-Modell für eine Theorie der Gesundheit einer Person als soziales Wesen. Bemühen um das „Konvergenz-Projekt“ zur Annäherung der unterschiedlichen naturwissenschaftlichen und nichtnaturwissenschaftlichen Realwissenschaften – als Grundlage für die Ableitbarkeit gesundheitsrelevanter Aussagen

## Mitgliedschaften
- Vizepräsident des Österreichischen Naturschutzbunds (1971–????)
- Vizepräsident des Österreichischen Umweltdachverbandes (1973–????)
- Member of the International Board of the International Union of Air Pollution Prevention and Environmental Protection Associations (IUAPPA) (1992–????)
- Senator der privaten Academia Alpina Medicinae Integralis, Breganzona CH, seit 1992
- Auswärtiges Mitglied der Russischen Akademie der Wissenschaften (2014)[3]

## Expertentätigkeit in politischen Beratungsorganen
- Mitglied des Tiroler Raumordnungsbeirats UG Erholungsraume und UG Umweltschutz 1970–1985
- Mitglied des Projektteams Ökosystemforschung der Österreichischen Bundesregierung 1974–1980
- Forum Nachhaltigkeit der Österreichischen Bundesregierung – Gesamtforum (seit 2002)
- Vorsitzender der Arbeitsgruppe „Strategien und Konzepte für Wirtschaft und Gewerbe“ – der Österreichischen Bundesregierung, Nationaler Umweltplan
- Berater der WHO für Epidemiologie und Umweltfragen
- NEHAP Programm: Gesundheit und Verkehr
- Experte zur Vorbereitung der WHO-Konferenzen der Gesundheits- und Umweltminister Europas in London 1999 und Budapest 2004
- Experte „Arbeitsgruppe Nachhaltigkeit und Soziale Einbindung“, Forum Nachhaltigkeit Österreichische Bundesregierung
- Oberster Sanitätsrat: Mitglied der Kommission Public Health